# Amanda Bynes
Amanda Bynes, née le 3 avril 1986 à Thousand Oaks en Californie, est une actrice et mannequin américaine. Elle commence réellement sa carrière d'actrice à la télévision en jouant dans plusieurs séries télévisées sur la chaîne Nickelodeon à la fin des années 1990 et au début des années 2000. 
Sa carrière au cinéma commence plutôt en 2006 dans She's the Man puis dans Hairspray en 2007.
En 2006, le magazine Teen People la classe parmi les 25 stars les plus sexy de moins de 25 ans. En 2007, Forbes la positionne en cinquième position de son classement des célébrités de moins de 21 ans les mieux rémunérées.
Néanmoins, sa carrière s'interrompt brusquement après un dernier rôle en 2010 dans le film Easy Girl. En effet, depuis les années 2010, l'actrice connaît des démêlés judiciaires et un état mental préoccupant, au point d'être placée par décision de justice sous tutelle de ses parents entre août 2013 et mars 2022.

## Biographie

### Jeunesse et formation
Amanda Laura Bynes naît le 3 avril 1986 à Thousand Oaks en Californie. Sa mère est assistante dentaire et son père est dentiste. Elle a un frère, Tommy (né en 1974) et une sœur, Jillian (née en 1983). Ses grands-parents maternels sont originaires de Toronto au Canada.

### 1993-2006: Débuts et révélation télévisuelle

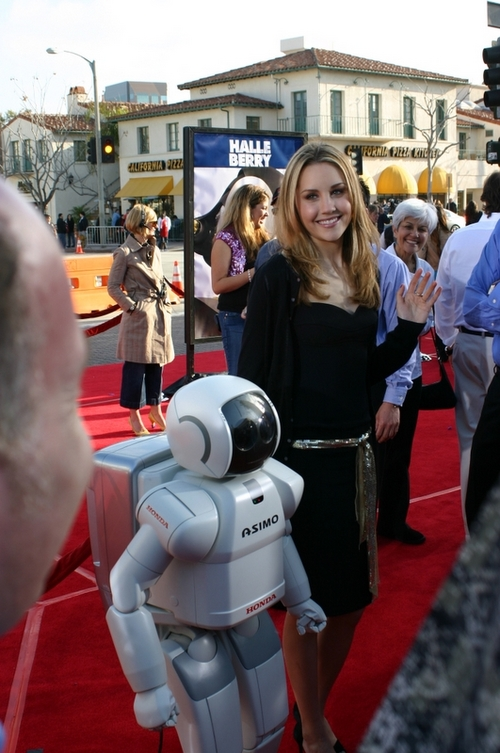
Amanda Bynes à l'avant-première de Robots en mars 2005.

En 1993, elle suit un cours pour acteurs donné par Arsenio Hall et Richard Pryor. Elle commence sa carrière d'actrice à l'âge de sept ans dans une publicité pour le chocolat Buncha Crunch. Après avoir suivi des cours d'actrice, elle interprète régulièrement dès 1996 des rôles dans les séries Figure It Out (en) et All That sur la chaîne télévisée Nickelodeon. Elle présente ensuite pour la même chaîne l'émission de comédie The Amanda Show.
Elle interprète en 2002 un rôle secondaire dans le film Méchant Menteur. En 2003, elle décroche le rôle principal de Daphné dans un film au succès mitigé intitulé Ce dont rêvent les filles avec Colin Firth et Kelly Preston. Elle continue sa carrière dans la sitcom Ce que j'aime chez toi. Elle prêtera également sa voix pour les versions anglophones des films Le Petit Monde de Charlotte 2 (2003) et Robots (2005). Elle interprète des rôles secondaires dans un épisode d'Aux portes du cauchemar en tant que Danielle Warner et dans Arliss en tant que Crystal Dupree.
En juillet 2003, Bynes fait la couverture du magazine Vanity Fair en compagnie d'autres jeunes célébrités comme Lindsay Lohan, Hilary Duff, Alexis Bledel, Raven-Symoné, Evan Rachel Wood, les sœurs Mary-Kate et Ashley Olsen et Mandy Moore.
En 2006, Amanda Bynes décroche le rôle principal dans le film She's the Man aux côtés de l'actrice Laura Ramsey, une comédie basée sur le livre Twelfth Night de William Shakespeare. Elle y interprète une fille qui se déguise en son frère pour pouvoir rejoindre l'équipe masculine de football. Les producteurs ont d'abord pensé au chanteur Jesse McCartney pour tenir le rôle de son frère grâce à la ressemblance physique mais ce dernier était inaccessible.

### 2007-2010: Percée au cinéma et arrêt de sa carrière
En 2007, elle apparaît ensuite sur les écrans de télévision dans la comédie romantique Amour à la dérive qui avait été tourné avant She's the Man mais qui avait pris plus de temps pour sortir. Elle joue ensuite dans le film Hairspray, une adaptation de la pièce musicale de théâtre de Broadway du même nom. Le tournage débute en 2006 à Toronto et sort en salle en juillet 2007. Elle apparaît ensuite dans la comédie Miss Campus (Sydney White), une parodie de Blanche-Neige et les Sept Nains, qui sort à l'automne 2007,.
En 2007, elle signe un contrat de cinq ans avec Steve & Barry's (en) pour lancer sa propre ligne de vêtements mais cette société est mise en faillite au début de 2009. En 2008, Bynes apparaît dans le film Un combat pour la vie (Living Proof). L'actrice interprète un rôle avec Emma Stone dans le film Easy A qui est sorti en salle en septembre 2010.
En juillet 2010, elle annonce faire une pause dans sa carrière d'actrice. Pendant sa pause, elle a étudié les design de la mode à la Fashion Institute of Design & Merchandising (en) en Californie.

## Vie privée
En 2007, Bynes se décrit comme étant juive et affirme : « En ce qui concerne la religion, j'ai été élevée dans le judaïsme et le catholicisme. Mes parents ont dit que c'était à moi de décider. Quand j'ai grandi, j'étais en quelque sorte une personne spirituelle, je n'ai pas encore décidé d'une religion, je ne sais pas encore exactement ce que je crois. »
Le 24 juillet 2013, Amanda Bynes est hospitalisée contre sa volonté pour suspicion de troubles mentaux,. Ses parents demandent alors sa mise sous tutelle peu après. Elle est atteinte de schizophrénie et aussi dépendante à l'alcool et aux drogues. Elle se dit maintenant guérie.
En 2020, sur sa page Instagram, elle a annoncé ses fiançailles avec Paul Michael.
En mars 2022, elle est libérée de sa tutelle 3 semaines après avoir fait sa demande.
Avec son compagnon, ils annulent leurs fiançailles la même année mais portent toujours leur bague « pour se prouver leur loyauté. Elles symbolisent leur envie de réussir à évoluer ensemble. ».

## Filmographie

### Cinéma

#### Longs métrages
- 2002 : Méchant Menteur de Shawn Levy : Kaylee
- 2003 : Ce dont rêvent les filles de Dennie Gordon : Daphne Reynolds
- 2005 : L'amour à la dérive de Randal Kleiser : Jenny Taylor
- 2006 : She's the Man d'Andy Fickman : Viola Hastings
- 2007 : Hairspray d'Adam Shankman : Penny Pingleton
- 2007 : Miss Campus de Joe Nussbaum (en) : Sydney White
- 2010 : Easy Girl de Will Gluck : Marianne

### Télévision

#### Séries télévisées
- 1996-2002 : All That
- 1999 : Arliss : Crystal Dupree
- 1999-2002 : The Amanda Show : Penelope Taynt
- 2001 : Le Drew Carey Show
- 2001 : Aux portes du cauchemar (The Nightmare Room) : Danielle Warner
- 2002-2006 : Ce que j'aime chez toi (What I Like about You) : Holly Tyler

#### Téléfilms
- 2008 : Un combat pour la vie (Living Proof) de Dan Ireland (en) : Jamie
- 2009 : Canned de Gary Halvorson : Sarabeth

### Doublage
- 2001-2002 : Les Razmoket (série télévisée) : Taffy (voix)
- 2003 : Le Petit Monde de Charlotte 2 (Charlotte's Web 2: Wilbur's Great Adventure) (Vidéofilm) : Nellie (voix)
- 2005 : Robots (film d'animation) : Piper (voix)
- 2008 : Les Griffin (série télévisée) : Anna (voix)

## Discographie
| Année | Titre                   | Label     |
| ----- | ----------------------- | --------- |
| 2007  | You Cant Stop the Beat" | Hairspray |
| 2007  | Without Love            | Hairspray |

## Distinctions

### Récompenses
- 2000 : Kids' Choice Awards de l'actrice préférée de la télévision dans une série télévisée comique pour All That (1994-2020).
- 2000 : Kids' Choice Awards de l'actrice préférée de la télévision dans une série télévisée comique pour The Amanda Show (1999-2002).
- 2001 : Kids' Choice Awards de l'actrice préférée de la télévision dans une série télévisée comique pour The Amanda Show (1999-2002).
- 2002 : Kids' Choice Awards de l'actrice préférée de la télévision dans une série télévisée comique pour The Amanda Show (1999-2002).
- 2003 : Kids' Choice Awards de l'actrice préférée de la télévision dans une série télévisée comique pour The Amanda Show (1999-2002).
- 2003 : Kids' Choice Awards de l'actrice de cinéma préférée dans une comédie d'aventure pour Méchant Menteur (2002).
- 2004 : Kids' Choice Awards de l'actrice de cinéma préférée dans une comédie d'aventure pour Ce dont rêvent les filles (2003).
- 2007 : Hollywood Film Festival de la meilleure distribution de l'année dans une comédie d'aventure pour Hairspray (2007).
- 13e cérémonie des Critics' Choice Movie Awards 2008 : Meilleure distribution dans une comédie musicale pour Hairspray (2007) partagée avec Nikki Blonsky, John Travolta, Michelle Pfeiffer, Elijah Kelley, Queen Latifah, Zac Efron, Christopher Walken, James Marsden, Tayla Parx et Allison Janney.
- 2008 : Festival international du film de Palm Springs de la meilleure distribution dans une comédie musicale pour Hairspray (2007) partagée avec Nikki Blonsky, Zac Efron, Allison Janney, Elijah Kelley, Queen Latifah, James Marsden, Michelle Pfeiffer, Brittany Snow, John Travolta et Christopher Walken.

### Nominations
- 2000 : Young Artist Awards de la meilleure performance pour une actrice principale dans une série télévisée comique pour The Amanda Show (1999-2002).
- 2000 : YoungStar Awards de la meilleure performance pour une jeune actrice dans une série télévisée comique pour The Amanda Show (1999-2002).
- 2001 : Young Artist Awards de la meilleure performance pour une actrice principale dans une série télévisée comique pour The Amanda Show (1999-2002).
- 2002 : Teen Choice Awards du meilleur couple à l'écran dans une comédie d'aventure pour Méchant Menteur (2002) partagée avec Frankie Muniz.
- 2003 : Young Artist Awards de la meilleure jeune actrice dans une comédie d'aventure pour Méchant Menteur (2002).
- 2003 : Teen Choice Awards de la meilleure actrice dans une série télévisée comique pour Ce que j'aime chez toi (2002-2006).
- 2004 : Teen Choice Awards de la meilleure actrice dans une série télévisée comique pour Ce que j'aime chez toi (2002-2006).
- 2004 : Young Artist Awards de la meilleure performance pour une actrice principale dans une série télévisée comique pour Ce que j'aime chez toi (2002-2006).
- 2005 : Teen Choice Awards de la meilleure actrice dans une série télévisée comique dans une série télévisée comique pour Ce que j'aime chez toi (2002-2006).
- 2006 : Teen Choice Awards de la meilleure actrice dans une comédie romantique pour She's the Man (2006).
- 14e cérémonie des Screen Actors Guild Awards 2008 : Meilleure distribution dans une comédie musicale pour Hairspray (2007) partagée avec Nikki Blonsky, Paul Dooley, Zac Efron, Allison Janney, Elijah Kelley, James Marsden, Michelle Pfeiffer, Queen Latifah, Brittany Snow, Jerry Stiller, John Travolta et Christopher Walken.
- 2011 : MTV Movie + TV Awards de la meilleure actrice dans une comédie romantique pour Easy Girl (2010).